# Michelle Ford
Michelle Jan Ford, född 15 juli 1962 i Sydney, är en australisk före detta simmare.
Ford blev olympisk guldmedaljör på 800 meter frisim vid sommarspelen 1980 i Moskva.